# Ariane du Yucatan
Amazilia yucatanensis
Espèce
Répartition géographique
- Zone de nidification et d'hivernage
- Zone d'hivernage

Statut de conservation UICN

 LC  : Préoccupation mineure
Statut CITES
L’Ariane du Yucatan ou Colibri à ventre fauve (Amazilia yucatanensis) est une espèce de colibris de la sous-famille des Trochilinae.

## Description
Les parties supérieures sont bronze-vert métallique ou verdâtre, plus terne et plus foncé sur le haut de la tête. Le dessus de la couverture caudale est plus ou moins teinté de roux-cannelle et est parfois uniquement de cette couleur. La paire centrale des rectrices est majoritairement bronze métallique avec la partie basale châtaigne. Le reste des rectrices est châtaigne avec les extrémités margées de bronze métallique. Les rémiges sont sombres légèrement lustrées de violet. Le menton, la gorge et la poitrine sont vert-émeraude métallique jaunâtre avec la partie basse chamois clair ou de manière subterminale sur la poitrine. Les parties inférieures, y compris sous les couvertures caudale et alaire ainsi que les axillaires, sont roux-cannelle avec la présence d'une touffe de plumes blanches sur le fémur. Le bec est brunâtre avec l'extrémité sombre, l'œil est brun foncé et les pattes sont sombres.

## Habitat
L'espèce fréquente les lisières et les forêts arides à semi-humides, les broussailles ainsi que les clairières fleuries.

## Nidification
Le nid, posé sur une petite branche tombante ou une fourche horizontale dans les broussailles ou un arbre, reçoit 2 œufs blancs que la femelle couve seule.

## Répartition et sous-espèces
Selon la classification de référence du Congrès ornithologique international (14.2, 2024) elle se répartit en sous-espèces suivantes (ordre phylogénique) :
- Amazilia yucatanensis chalconota Oberholser, 1898 — sud-est du Texas et nord-est du Mexique ;
- Amazilia yucatanensis cerviniventris (Gould, 1856) — est du Mexique ;
- Amazilia yucatanensis yucatanensis (Cabot, 1845) — péninsule du Yucatán, nord du Guatemala et Bélize.

## Philatélie
Un timbre a été émis en 2015 par Antigua-et-Barbuda.